# Timera
Timera — мобильное приложение для iOS и Android, позволяющее создавать фотоколлажи, накладывая только что сделанную фотографию на старую, сделанную из той же точки и с тем же ракурсом. Разработан британским предпринимателем Дэвидом Веббом совместно с фотохудожником Сергеем Ларенковым и компанией First Line Software. На основе timera газета Metro Санкт-Петербург и Helsingin Sanomat проводят в своих городах конкурсы на лучшие таймерограммы.